# اچ‌ام‌ای‌اس وویجر (دی۳۱)
اچ‌ام‌ای‌اس وویجر (دی۳۱) (به انگلیسی: HMAS Voyager (D31)) یک کشتی بود که طول آن ۳۱۲ فوت ۱ اینچ (۹۵٫۱ متر) بود. این کشتی در سال ۱۹۱۸ ساخته شد.